# River Westbourne
Der River Westbourne ist ein heute größtenteils unterirdisch verlaufender Fluss in London. Er verläuft von Hampstead Richtung Süden, durch den Hyde Park und mündet 100 m westlich der Chelsea Bridge in die Themse. Die Länge des Westbourne ist vergleichbar mit dem des River Fleet.
Der Westbourne war an unterschiedlichen Orten und zu verschiedenen Zeiten unter diversen Namen bekannt (zum Beispiel Bayswater River, Serpentine River oder Ranelagh Sewer). Der ursprüngliche Name war Kilburn (Cye Bourne – königlicher Bach). Der Fluss entsprang in Hampstead, floss südlich durch Kilburn und erreichte bei Bayswater den Hyde Park. Im Hyde Park wurde er 1730 gestaut, um The Serpentine zu schaffen, verließ den See am Ostende und floss südlich Richtung Knightsbridge. Der Tyburn Brook mündet im Bereich des Hyde Park in den Lauf des River Westbourne Dieser Stadtteil verdankt seinen Namen einer ehemaligen Brücke über den Westbourne. Durch Chelsea führte der Flusslauf bis zur Themse.
Mit Entstehen der Londoner Stadtteile Belgravia, Paddington und Chelsea begann man im frühen 19. Jahrhundert, den Westbourne in den Untergrund zu verlegen. Seit den 1850er Jahren fließt der Fluss fast ausschließlich in einem Rohr und ist als Ranelagh Sewer ein integraler Bestandteil der Londoner Kanalisation. Ein Teil dieser Leitung ist sichtbar über der U-Bahn-Station Sloane Square.